# Глоговце
Глоговце (алб. Gllogoc или Gllogoci) је насеље у општини Косовска Каменица на Косову и Метохији. По законима самопроглашене Републике Косово насеље се налази у саставу општине Ранилуг. Глоговце је ратарско-сточарско (30,1% аграрног становништва) сеоско насеље збијеног типа. Смештено је на десној обали Биначке Мораве на 571 m надморске висине, на додиру моравске равнице и подножја прешевске Црне Горе, чији је највиши врх Островица са 1.166 m. Атар насеља се налази на територији катастарске општине Глоговце површине 531 ha, а у њему се налази пространи комплекс борове шуме (300 ha), смештен на падинама прешевске Црне Горе.
По предању, назив потиче од глоговог дрвета (глог) кога је у периоду настајања села имао у изобиљу. На само 1 km од садашњег села налазе се темељи села који су према предањима стари 2-3 векова. Преци садашњег становништва досељени су 1770. године и касније. Становништво је српско (слави Св. Јована, Св. Петку, Св. Николу, сеоска слава је Св. Никола).
У селу се налази православна црква Св. Никола обновљена 2001. године, на старим темељима и налази се изнад самог села. Поред цркве постоји кладанац стар неколико векова а 2007. године је и уређен, и у последњих година на велики православни празник Велики Петак све више људи долази да се умије због здравља јер се верује да је вода лековита.
Село је добило телефон 1994. године, водом се снабдева из копаних бунара и више од 75% мештана имају канализациону мрежу.
Раније је село било познато по гајењу конопља и по ужарству.

## Порекло становништва по родовима
Подаци датирају из 1929
- Јаребичићи (2 k., Св. Јован), староседеоци. Презиме им је веле дошло што је неки њихов предак био „доколан“ и хватао јаребице у кош.
- Дугачковићи (10 k., Св. Јован), „одељаци“ Јаребичића.
- Петковићи (12 k., Св. Петка), постали од неког „Ере катранџије“ који се бавио у селу и од једне удовице из рода Јаребичића, удовици која је добила дете. Јаребичићи подигну кућу и од тог детета се изродио род.
- Чавићи (7 k., Св. Јован), староседеоци. Презиме им је, веле, дошло по неком претку који је био „силан“ па је чак и на жетву полазио на коњу и са соколом на руци. Понекад је на руци носио искићену чавку, по којој је овако прозван.
- Парлићи (1 k., Св. Арханђео), староседеоци.
- Стамболићи (1 k., Св. Јован), староседеоци. Презиме им је, кажу, дошло по неком претку који је са трговцима ишао у Истанбул да продаје овнове.
- Пртенковићи (1 k., Св. Арханђео). Старином су из Старца, одакле су око 1880. године прешли у Ђерекаре код Лесковца. У Глоговце досељени 1912. године, по ослобођењу, на купљено имање.

## Демографија
Насеље има српску етничку већину.
Број становника на пописима:
- попис становништва 1948. године: 319
- попис становништва 1953. године: 357
- попис становништва 1961. године: 380
- попис становништва 1971. године: 420
- попис становништва 1981. године: 406
- попис становништва 1991. године: 521

## Национални састав

### Попис1981.
| Попис 1981.‍ | Попис 1981.‍ | Попис 1981.‍ | Попис 1981.‍ | Попис 1981.‍ |
| ----------- | ----------- | ----------- | ----------- | ----------- |
|             |             |             |             |             |
| Срби        | Срби        |             | 405         | 99,75%      |
| остали      | остали      |             | 1           | 0,24%       |
| укупно: 406 |             |             |             |             |

### Попис1971.
| Попис 1971.‍ | Попис 1971.‍ | Попис 1971.‍ | Попис 1971.‍ | Попис 1971.‍ |
| ----------- | ----------- | ----------- | ----------- | ----------- |
|             |             |             |             |             |
| Срби        | Срби        |             | 419         | 99,76%      |
| остали      | остали      |             | 1           | 0,23%       |
| укупно: 420 |             |             |             |             |

### Попис1961.
| Попис 1961.‍ | Попис 1961.‍ | Попис 1961.‍ | Попис 1961.‍ | Попис 1961.‍ |
| ----------- | ----------- | ----------- | ----------- | ----------- |
|             |             |             |             |             |
| Срби        | Срби        |             | 380         | 100%        |
| укупно: 380 |             |             |             |             |